# SuperGlide

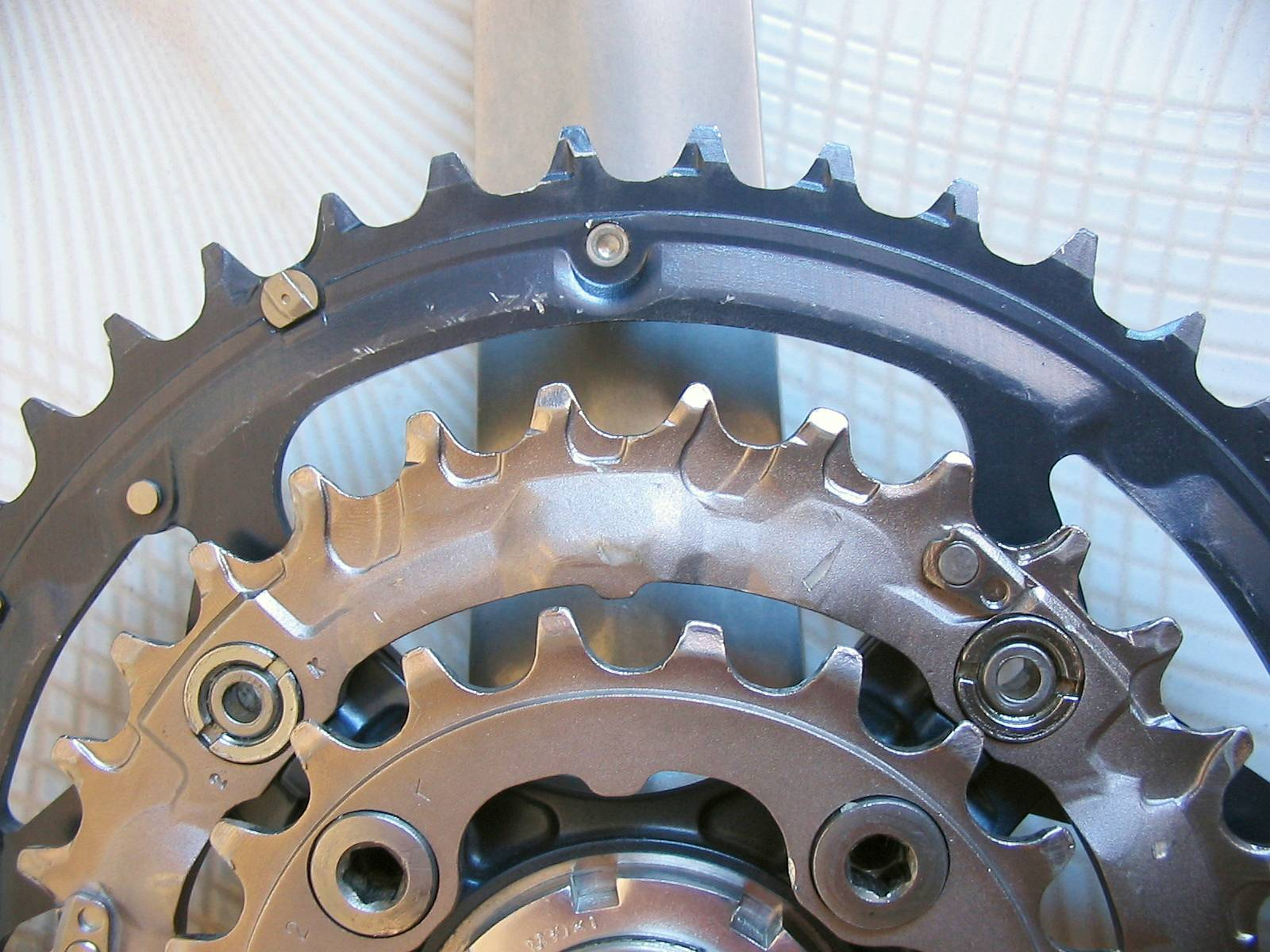
Zębatki Deore LX: mała SG, pozostałe SG-X

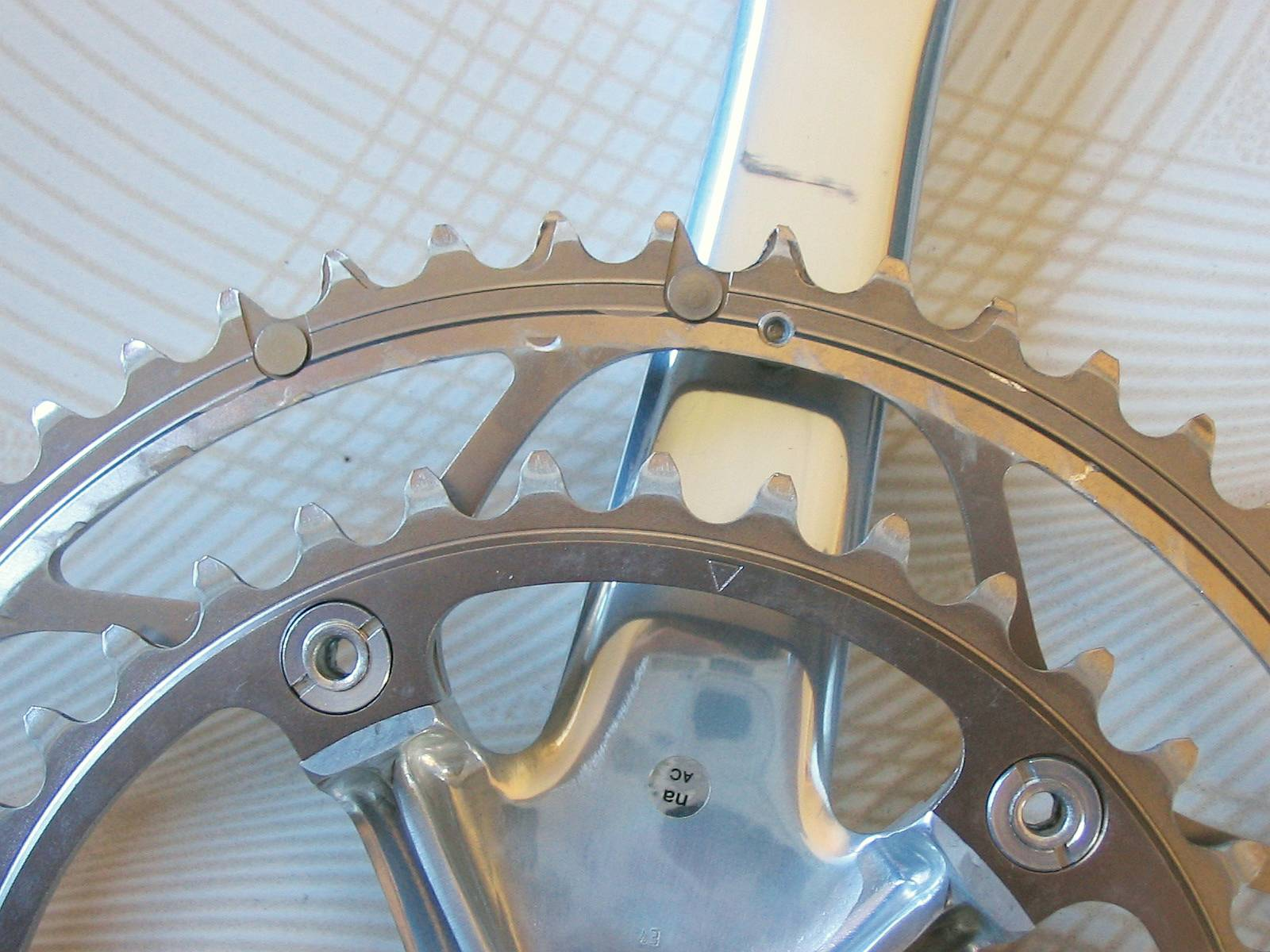
Zębatki Dura-Ace: mała SG, duża SG-X

SuperGlide (SG) – system wspomagania zmiany biegów stosowany przez Shimano. Odnosi się do zębatek mechanizmu korbowego i jest odpowiednikiem HyperGlide stosowanego w przypadku kaset.

## SuperGlide (SG)
SuperGlide po raz pierwszy ujrzał światło dzienne w 1990 roku, w grupie Deore XT II. Kilka zębów każdej koronki zostało odpowiednio wyprofilowane i ścięte dla ułatwienia opuszczenia ich przez łańcuch podczas zmiany biegu. Położenie tych zębów zostało tak dobrane, by napięcie łańcucha było w nich jak najmniejsze, czyli w chwili, gdy korby są niemal prostopadłe do gruntu.

## SuperGlide-X (SG-X)
SG-X został wprowadzony w 1992 roku wraz z mechanizmem korbowym XTR. Duża i średnia zębatka otrzymała dodatkowe stalowe nity, które pomagały na nie wciągać łańcuch. Wkrótce wszystkie zębatki Shimano - oprócz najmniejszych, które pozostały w systemie SG - zostały w ten sposób zanitowane.

## SuperGlide-X II (SG-X II)
Modyfikacja systemu SG-X polegająca na kosmetycznych zmianach w położeniu i kształce nitów oraz nieco innych przetłoczeniach zębatek. Pojawiła się w drugiej połowie lat 90. XX wieku wraz z systemem Interactive Glide (IG).